# Ansaldo (bilmärke)
Ansaldo är en italiensk bil som tillverkades av industrikoncernen Gio. Ansaldo & C. i Genua mellan 1919 och 1932.

## Historia

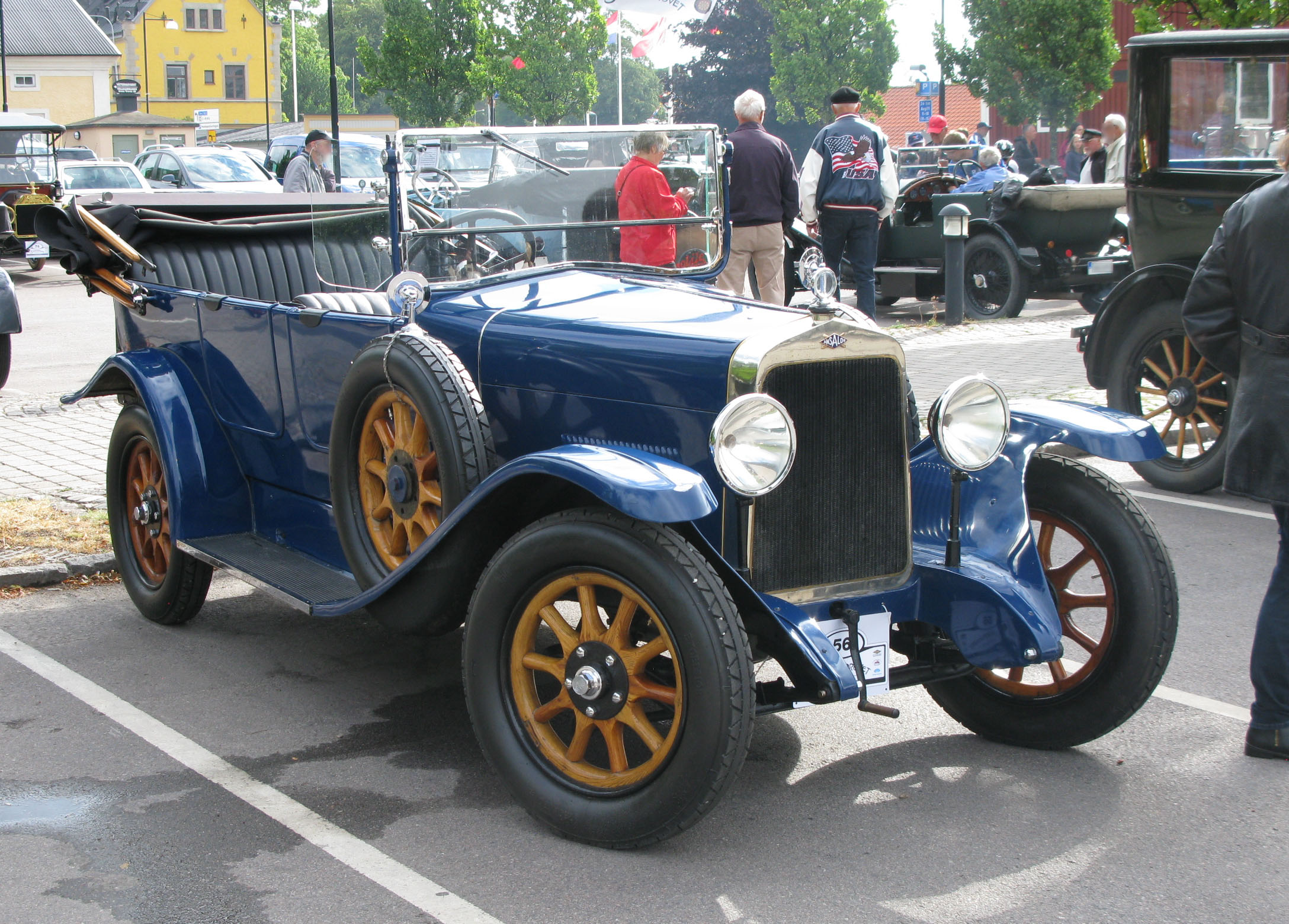
Ansaldo 4C 1922

Efter första världskriget ställde Ansaldo om en del av sin verksamhet från krigsmaterial till biltillverkning. Den första produkten var en fyrcylindrig bil vars motor på knappt två liter hade överliggande kamaxel. Konkurrensen med Fiat var hård och efter börskraschen 1929 blev ekonomin allt sämre. 1932 sålde Ansaldo sin biltillverkning till O.M. som lade ned verksamheten senare samma år.